# Air Corridor
Air Corridor era uma companhia aérea com sede em Nampula, Moçambique. Operava serviços domésticos. A sua base principal era o Aeroporto de Nampula. A Air Corridor encerrou as operações em 10 de janeiro de 2008.

## História
A companhia aérea foi fundada em 2004 e iniciou suas operações em agosto de 2004 com um único Boeing 737. Era propriedade privada. Devido a preocupações de segurança, o pessoal do governo dos Estados Unidos foi inicialmente proibido de usar esta transportadora, uma proibição que foi levantada em 9 de fevereiro de 2007.

## Destinos
A Air Corridor operava serviços para os seguintes destinos domésticos programados (Março de 2007):
- Beira
- Tete
- Lichinga
- Maputo
- Nampula
- Pemba
- Quelimane

## Frota

### Frota atual
A frota da Air Corridor consistia nas seguintes aeronaves (Abril de 2008):
| Aeronaves      | Em Serviço | Ordens | Passageiros | Notas |
| -------------- | ---------- | ------ | ----------- | ----- |
| Boeing 737-200 | 2          | –      | TBA         |       |
| Total          | 3          | 0      |             |       |

### Frota Histórica
A frota da Air Corridor também consistiu nas seguintes aeronaves:
| Aeronaves      | Em Serviço | Notas |
| -------------- | ---------- | ----- |
| Boeing 737-200 | 1          |       |
| Total          | 1          |       |